# Jérémie IV de Constantinople

Jérémie IV de Constantinople (en grec : Ιερεμίας Δ΄) fut patriarche de Constantinople du 23 avril 1809 au 4 mars 1813.